# Louis Parent
Louis Parent est un architecte français né le 10 janvier 1854 à Paris et mort le 28 octobre 1909 dans la même ville.

## Biographie
Louis Marie Joseph Parent naît le 10 janvier 1854 dans le 10e arrondissement de Paris sous le Second Empire. Il est le petit-fils de l'architecte Aubert Parent, le fils de l'architecte Clément Parent (1823-1884) et le neveu de l'architecte Henri Parent (1819-1895).
Il étudie à l'École des Beaux-Arts de Paris entre le 19 août 1875 et le 1er août 1876, puis poursuit sa formation dans l'atelier de Paul-René-Léon Ginain.
Il commence sa carrière en travaillant sur les chantiers de son père et de son oncle puis prend leur succession.
Très actif à partir de 1890, il participe à la construction de plusieurs hôtels particuliers à Paris et restaure des châteaux dans la région naturelle du Val de Loire et autour de celle-ci.
« Ses commanditaires trouvaient en lui un interlocuteur attentif et un artiste avisé [...] Sa pondération, son goût, sa finesse, la précision ainsi que la qualité de ses projets lui procurèrent de nombreuses commandes et faisaient l'admiration de ses confrères. »
Il entre à la Société centrale des architectes en 1890.
Il meurt à l'âge de 55 ans à Paris. Il est inhumé au cimetière Montparnasse, (27e division).

## Principaux travaux

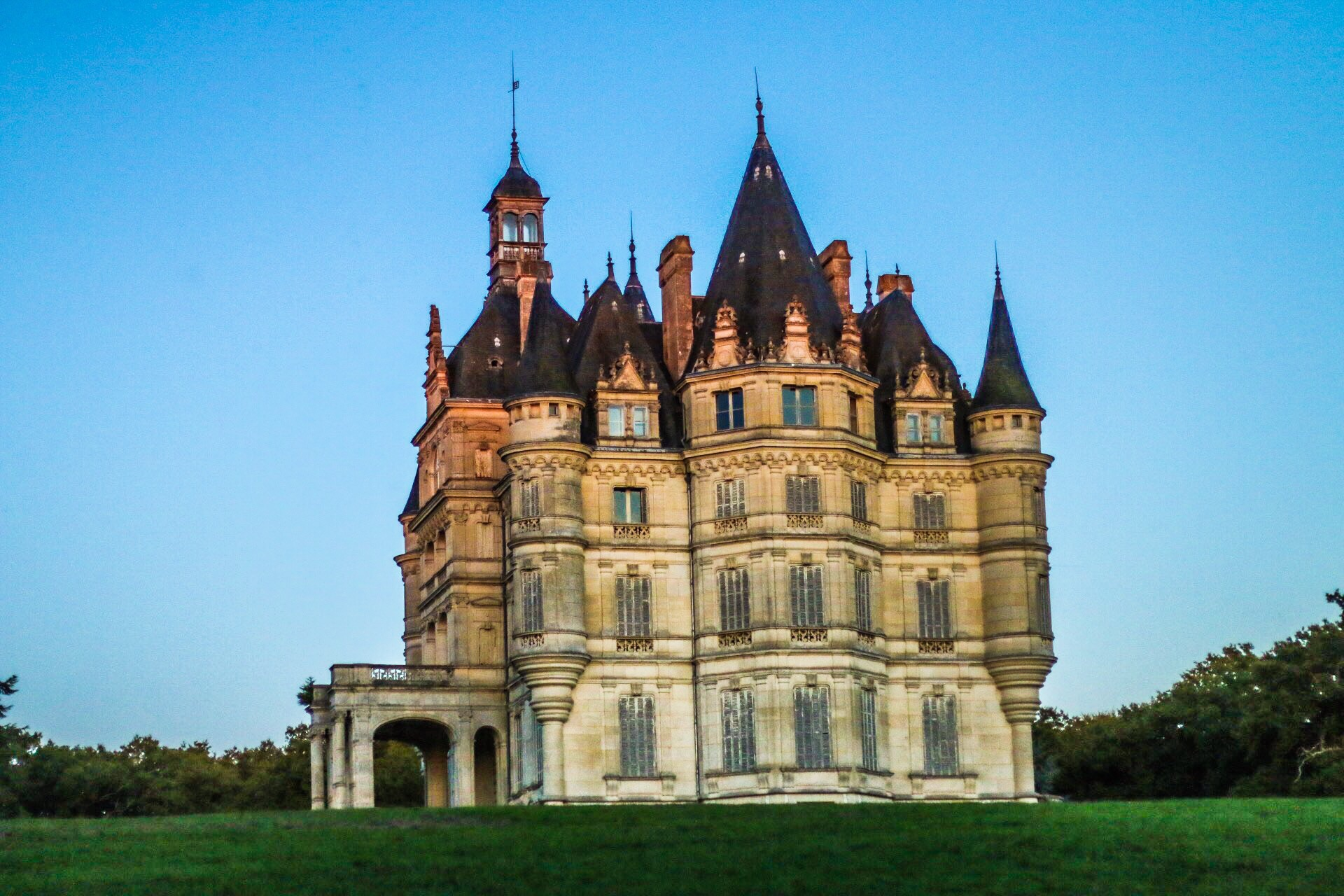
Le château de Bon-Hôtel à Ligny-le-Ribault

### Constructions
- Hôtel de Sourdeval-Demachy, pour Mme de Sourdeval (petite-fille d'Auguste Ratisbonne) et son gendre Charles Demachy, acheté en 1910 par Maurice de Wendel, 28 quai de New-York, Paris (1892) ;
- Hôtel Doucet pour le couturier Jacques Doucet, 19 rue Spontini, Paris (1904-1907, détruit en 1960) ;
- Hôtel du marquis de Moustier, 17 avenue George-V (détruit) ;
- Château de Rivesarthe à Noyen-sur-Sarthe (Sarthe), en 1906, pour le baron Alain Albert Leret d'Aubigny, député de la Sarthe ;
- Château de Bon-Hôtel à Ligny-le-Ribault (Loiret)[4] ;
- École de garçons de Jarnac (Charente) en 1893[5] ;
- Agrandissement du château de Thauvenay (Cher) en 1898[6] ;
- Hôtel particulier de l’homme politique Honoré Cornudet des Chaumettes (1861-1938), 115, avenue Henri-Martin à Paris, construit en 1905 et démoli en 1928[7] ;
- Hôtel de Lévy, 3, rue de Noisiel, dans le 16e arrondissement de Paris ; aujourd'hui : chancellerie de l'ambassade du Portugal[8].

### Restaurations
- Le château du Lude au Lude (Sarthe) pour Auguste de Talhouët-Roy ;
- Le château des Gaschetières à Lailly-en-Val (Loiret) vers 1884[9].